# Санники (Бешенковичский район)
Санники́ (бел. Саннікі) — деревня в Бешенковичском районе Витебской области Белоруссии. Входит в состав Верхнекривинского сельсовета.

## Достопримечательности
Братская могила советских воинов и партизан, находится в 200 метрах к юго-востоку от деревни. В могиле похоронены 99 воинов и партизан, погибших в боях за освобождение Бешенковичского района во время Великой Отечественной войны. Среди похороненных — Герои Советского Союза Николай Дмитриевич Веснин (ум. 24 июня 1944), Антон Трофимович Масликов (ум. 24 июня 1944), Булат Янбулатович Янтимиров (ум. 26 июня 1944), а также грузинский поэт Мирза Геловани (ум. 26 июня 1944).

## Известные уроженцы и жители
- Родился Тимофей Сазонович Горбунов (1904—1969), белорусский государственный и партийный деятель, историк.